# Masato Ichishiki
Masato Ichishiki (一式まさと Ichishiki Masato?, n. 11 de diciembre de 1971) es un artista de manga japonés, más conocido por ser el creador del cómic Gundam SD; que debido a su gran éxito ahora ya se convirtió en un famoso videojuego.

## Trabajos
Entre sus grandes trabajos se encuentran:
- Shageki Boy SHOOT (1998)
- War War Tanks! (2000)
- Brave Saga 2 (2000)
- SD Gundam Musha Maruden (2001)
- SD Gundam Musha Maruden 2 (2002)
- SD Gundam Musha Maruden 3 (2003)
- SD Gundam Force Emaki Musharetsuden (2004)
- SD Gundam Force: Destructive Daishogun Appears!!Zako? (2004)
- SD Gundam Musha Banchō Fūunroku (2006)